# Agüero
Pour les articles homonymes, voir Aguero.
Agüero est une commune d'Espagne, dans la province de Huesca, communauté autonome d'Aragon comarque de Hoya de Huesca. La localité est située face aux mallos qui marquent la limite naturelle entre les Pyrénées et la vallée de l'Ebre.

## Géographie
Agüero comprend le village de San Felices. La zone est sauvage, au sommet d'une haute colline, à une altitude élevée par rapport au cours voisin du Gállego, encaissée dans les montagnes pré-pyrénéennes et dominant une large vallée. Au nord, cette vallée est fermée par la chaîne de montagnes des Mallos de Agüero aux formes capricieuses, d'une teinte légèrement rougeâtre, typique de l'ère tertiaire. Ces mallos sont un contrefort de la chaîne pré-pyrénéenne Sierra de Santo Domingo y Lucientes ; avec le ravin de Rabosera, les mallos ont été déclarés « point d'intérêt géologique » (P.I.G.) en Aragon.

## Histoire
La première mention en est faite en l'an 938 (Martín Duque, Documents de Leire, no 7). L'origine d'Agüero, comme celle de la plupart des localités de zone escarpée pré-pyrénéenne, remonte à l'époque de la Reconquista. Il ne reste que des vestiges du château, qui existait déjà à la fin du Xe siècle, et dont on connaît par des documents les noms des dix "tenanciers" qui le gardèrent tout au long des XIe et XIIe siècles, jusqu'à ce que son intérêt stratégique diminue. Au début du XIIe siècle, la reine Berthe d'Aragon, veuve, règne depuis Agüero sur le « royaume des Mallos », qui comprenait Murillo, Marcuello, Riglos et même Ayerbe.

## Patrimoine
Dans les rues escarpées d'Agüero, certaines maisons conservent l'aspect traditionnel des Pré-Pyrénées. L'église paroissiale d'El Salvador domine la place principale de sa haute tour carrée des XVIe – XVIIe siècles. C'est une église romane à trois nefs, considérablement remaniée par la suite, qui conserve la nef centrale d'origine, bien que son abside semi-circulaire ait été reconstruite à l'époque baroque, dont témoigne un retable avec sculptures. Sous l'abside se trouve la crypte primitive du XVIe siècle. Les nefs latérales ont été rebâties dans un gothique tardif, avec des piliers cylindriques déjà de style Renaissance, rejoints par de larges arcades ornées. Le portail, ouvert sur le côté nord de la nef romane et précédé d'un portique à arcs en plein cintre, forme une belle composition avec des archivoltes en plein cintre abondamment sculptées de motifs de l'art roman. Le bâtiment possède également un superbe tympan avec le Christ pantocrator en son centre, entouré de l'ange, du lion, du taureau et de l'aigle.
À environ 700 mètres de la ville, l'église de Santiago est un joyau roman du XIIe siècle qui n'a pas été modifié par la suite, mais qui est resté inachevé, la nef n'ayant jamais été construite. C'est un bâtiment court, composé uniquement du transept et des trois absides L'intérieur est richement sculpté, tout comme le portail au tympan orné de l'Adoration des Mages. Le sculpteur inconnu a reçu le nom de Maître d'Agüero, et la dédicace révèle la proximité du chemin de Saint-Jacques de Compostelle.
En 2007 est découverte une fosse commune datant de la guerre civile.

## Démographie
| 1900 | 1910 | 1930 | 1940 | 1950 | 1960 | 1970 | 1981 | 1986 | 1992 | 1999 | 2004 | 2006 | 2019 |
| ---- | ---- | ---- | ---- | ---- | ---- | ---- | ---- | ---- | ---- | ---- | ---- | ---- | ---- |
| 1161 | 1131 | 934  | 836  | 715  | 435  | 308  | 237  | 191  | 167  | 166  | 162  | 166  | 129  |

## Maires
- 2007-2011	: Antonio Castillo Pérez, PP
- 2011-2015	: Antonio Castillo Pérez7, PP
- 2015-2019	: Mateo Francisco Sancerni Oliván, PP

## Résultats électoraux
| Elecciones municipales               |      |      |      |      |
| Partido                              | 2003 | 2007 | 2011 | 2015 |
| Partido Popular de Aragón            | 4    | 3    | 4    | 4    |
| Partido de los Socialistas de Aragón | 1    | -    | -    | 1    |
| Partido Aragonés                     | -    | 2    | 1    | -    |
| Chunta Aragonesista                  |      | -    |      |      |
| Total                                | 5    | 5    | 5    | 5    |

## Lieux d'intérêts
- Église de San Salvador (romane, baroque et gothique).
- Église romane de Santiago, déclarée Monument National en 1920.
- Les mallos et leurs environs.
- La grotte Al-Foraz, vaste grotte s'ouvrant sur un panorama.
- Site de production de silex datant du chalcolithique.
- Peintures préhistoriques de l'âge du bronze.
- Le Musée de l'orgue, situé dans la maison abbatiale.

## Sports et loisirs
- Sentier historique GR 1, qui va de Puente de Montañana à Sos del Rey Católico, 315 km
- Excursions, difficulté moyenne
- Escalade
- Randonnée

## Fêtes
Les principales festivités sont célébrées le 16 août en l'honneur de San Roque. Le programme des fêtes comprend des groupes folkloriques, du théâtre, des activités pour les enfants ou des plats gastronomiques.
Le 3 février ont lieu les festivités de San Blas, patron de la commune.
La fête de la Croix est célébrée le 3 mai.